# Johannes de Cuba
Johann von Wonnecke Caub o Johannes de Cuba (1430-1503), és l'autor al qual se li atribueix el primer llibre imprès sobre història natural en llengua vulgar, datat el 1485 i revisat i ampliat el 1491. La seva obra Der Ghenocklicke Gharde der Suntheit va tenir una influència important en els inicis de la farmacologia europea.

## Publicacions

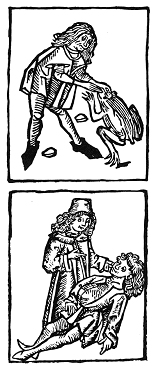
De animalibus vitam En terris ducentium referencia pràctiques medicinals supersticioses. Aquest esquema mostra l'extracció d'una pedra mítica de gripau per tractar algú que ha estat enverinat.

El llibre primer aparegut en alemany sota el títol de Gharde der Sundheit (1485), es va imprimir en el taller de Peter Schöffer. Va ser traduït a llatí i ampliat amb el títol de Hortus sanitatis (1491), i editat per Jacob Meydenbach. Contràriament al que diuen alguns historiadors, no és probablement una traducció de Herbari Pseudo-Apuleius (1484), ja que compta amb uns continguts originals molt més grans.
Va ser traduït al francès en el1500 sota el títol de Jardin de santé : herbes, arbres et choses qui de iceuly coqueurent et conviennet un lusage de medecine.
Hortus sanitatis es divideix en diversos tractats:
- De Herbis, el més conegut, tracta sobre plantes i el seu ús mèdic. Té 530 capítols.
- De animalibus vitam in terris ducentium, el qual tracta animals terrestres té 164 capítols.
- De Avibus, el qual tracta dels ocells i els animals voladors en general; ja que també esmenta ratpenats i insectes voladors.
- De Piscibus, ré 106 capítols amb peixos i monstres de mar (incloent-hi il·lustracions de sirenes).
- De lapidibus, eé 144 capítols sobre pedres precioses.
- Tractatus de Urinis, versa sobre la pràctica mèdica de la uroscopia.

## Temes en els seus treballs
Els contingus de la seva obra tenen una orientació fonamentalment mèdica, incloent seccions d'alguns animals i minerals. Les il·lustracions són incompletes però força versemblants. Tant els textos com les il·lustracions seran repetidament reutilitzats en altres llibres, fins i tot quan la qualitat científica dels continguts sigui molt pobra. L'autor reprodueix de forma molt poc versemblant moltes llegendes, tals com l'arbre de vida i les serps enroscades; De animalibus vitam en terris ducentium, a més de referències pel que fa a fauna genuïna, incorpora una variant del mític centaure com un onocentaure, un home amb el cap d'un ruc .

## Vida personal
Poc és sabut de la vida de Cuba. Probablement va ser un doctor a Frankfurt.